# 475

## Събития
- 9 януари – Византийският император Зенон е принуден да избяга от Константинопол.
- 12 януари – Василиск е провъзгласен за император в Константинопол.
- 9 април – Василиск издава циркулярна заповед (Enkyklikon) до епископите на империята, подкрепяйки монофизитската христологична позиция.